# Sausal Gebirge
Sausal Gebirge är kullar i Österrike.   De ligger i förbundslandet Steiermark, i den östra delen av landet, 170 km söder om huvudstaden Wien.
Omgivningarna runt Sausal Gebirge är en mosaik av jordbruksmark och naturlig växtlighet. Runt Sausal Gebirge är det ganska tätbefolkat, med 111 invånare per kvadratkilometer.